# Sieglinde (Nibelungenlied)
Sieglinde är den mänskliga hjältinnerollen (sopran) i Richard Wagners opera Valkyrian. 
Hon är en halvgudinna som dotter till Wotan och en jordisk kvinna samt tvillingsyster till Siegmund. Hon har i barndomen separerats från sin tvillingbror och är numera gift med den hårdnackade patriarken Hunding. Under operans gång befriar hon sig från sin onde make, blir gravid med sin bror och flyr från sin far överguden Wotan för att kunna föda Siegfrid som Brynnhilde sedan blir förälskad i. Rollen sjunges oftast av en yngre, något lättare sopran än Brynnhilde och anses som en av de stora lyrisk-dramatiska rollerna. I unga år sjöng Birgit Nilsson rollen som Sieglinde men i takt med att rösten växte växlade La Nilsson roll till den tyngre Brünhilde.